# Relations entre l'Inde et le Liberia
Les relations entre l'Inde et le Liberia sont les relations bilatérales de la république de l'Inde et de la république du Liberia. L'Inde est représentée au Liberia par son ambassade à Abidjan, en Côte d'Ivoire, et un consulat honoraire actif à Monrovia depuis 1984. Le Liberia était représenté en Inde par sa mission résidente à New Delhi, qui a ensuite fermé ses portes en raison de contraintes budgétaires.

## Coopération économique
Plus de cinquante entreprises indiennes opèrent au Liberia, des petites sociétés commerciales aux magnats de l'acier. En 2006, la société ArcelorMittal a obtenu la grande mine de fer Liminco contre un investissement de 930 millions de dollars sur une période de vingt ans. Récemment, le gouvernement libérien, qui en septembre 2008 avait disqualifié Tata Steel du processus d'appel d'offres pour le projet de minerai de fer de Western Cluster, d'une valeur de 1,6 milliard de dollars, a autorisé la compagnie sidérurgique indienne à participer à la prochaine vente aux enchères. Grâce à un lobbying indien intensif, l'offre de Tata Steel a été jugée très élevée et favorable sur les plans technique, financier et social par le cabinet de conseil international Deloitte & Touche, engagé par le gouvernement libérien. En outre, le groupe en pleine expansion négocie actuellement des concessions minières de minerai de fer, d'or et de chromite. Cela reflète la stratégie diplomatique de l'Inde qui consiste à se concentrer sur la sécurité des matières premières, en particulier dans la région de l'Afrique de l'Ouest,.
Dans le cadre du rôle croissant de l'Inde au Liberia, le ministre libérien des mines et de l'énergie, le Dr Eugene Shannon, s'est rendu en Inde en octobre 2005 pour participer au conclave Confédération de l'industrie Inde-Afrique. En 2008, la présidente du Libéria, Ellen Johnson Sirleaf, a été invitée à se rendre en Inde. Les principaux produits exportés par l'Inde sont les produits d'ingénierie, les produits pharmaceutiques, les deux-roues, les équipements de transport, les produits en acier et en plastique. Les principales importations sont l'or, les diamants, le bois et la ferraille. À la suite de la levée des sanctions des Nations unies, des concessions de bois ont été accordées à des entreprises indiennes. Dans l'ensemble, les investissements indiens au Liberia sont passés de 450 millions de dollars US en 2005 à environ deux milliards de dollars US en 2009,.
L'ambassadrice indienne Shamma Jain a déclaré qu'elle s'engageait à établir des partenariats stratégiques à tous les niveaux du gouvernement et à faciliter de nouvelles stratégies de coopération bilatérale. À cet égard, l'ambassadrice Jain s'emploie à intensifier rapidement les relations de l'Inde avec le Liberia dans le secteur agricole en mettant en œuvre des projets agricoles modèles avec l'aide des scientifiques du Centre indien de recherche agricole (Indian Center of Agricultural Research - ICAR). En février 2009, le ministre de l'agriculture du Libéria, le Dr J. Chris Toe, et l'ambassadrice Jain ont discuté des domaines de soutien possibles, notamment l'aide d'urgence au secteur agricole libérien dans le contexte de l'infestation de chenilles dans le pays.